# Strana socialistické aliance
Strana socialistické aliance (rumunsky Partidul Alianța Socialistă) je politická strana v Rumunsku. Vznikla z křídla Socialistické strany pracujících (PSM), které vystupovalo proti sloučení PSM se Sociálně demokratickou stranou v červenci 2003 a žádalo, aby PSM dále byla marxistickou stranou. Rumunské úřady odmítly zaregistrovat tuto skupinu pod názvem PSM, a proto místo toho přijala název PAS.
Strana je vedena Národním výborem se 165 členy, Řídícím výborem s 60 členy a Výkonným výborem s 60 členy.
PAS je zakládajícím členem Strany evropské levice.